# Glenochrysa ohmi
Glenochrysa ohmi là một loài côn trùng trong họ Chrysopidae thuộc bộ Neuroptera. Loài này được Hölzel & Duelli miêu tả năm 2001.